# Carl E. Guthrie
Carl E. Guthrie (parfois crédité Carl Guthrie), A.S.C., né le 15 octobre 1905 à Saint-Louis (Missouri), mort le 23 avril 1967 à Los Angeles (Californie), est un directeur de la photographie américain.

## Biographie
Au cinéma, Carl E. Guthrie débute comme chef opérateur sur deux courts métrages musicaux de Jean Negulesco (1940-1941), puis sur deux autres courts métrages de B. Reeves Eason (1943), dans le domaine du western (genre auquel il revient à plusieurs reprises par la suite). Son premier long métrage est le drame In Our Time de Vincent Sherman (1944, avec Ida Lupino et Paul Henreid). En tout, il collabore à environ cent films américains, le dernier sorti en 1964 — Pleins phares de Jack Arnold, avec James Darren et Pamela Tiffin —.
Outre les quatre déjà nommés, il assiste notamment les réalisateurs Peter Godfrey (ex. : Joyeux Noël dans le Connecticut en 1945, avec Barbara Stanwyck et Dennis Morgan), John Cromwell (Femmes en cage en 1950, avec Eleanor Parker et Agnes Moorehead), Arthur Lubin (ex. : Madame de Coventry en 1955, avec Maureen O'Hara et Victor McLaglen), Joseph M. Newman (ex. : le western Le Shérif aux mains rouges en 1959, avec Joel McCrea et Julie Adams), William Castle (ex. : La Nuit de tous les mystères en 1959, avec Vincent Price), ou encore John Sturges (le western Les Trois Sergents en 1962, avec Frank Sinatra et Dean Martin), entre autres.
À la télévision, Carl E. Guthrie est directeur de la photographie sur vingt-et-une séries, de 1955 à 1967 — année de sa mort —, dont Cheyenne (dix épisodes, en 1955-1956), Voyage au fond des mers (huit épisodes, en 1965-1966) et Le Frelon vert (seize épisodes, en 1966-1967). En outre, il contribue à un téléfilm, diffusé en 1964.

## Filmographie partielle

### Au cinéma
- 1944 : In Our Time de Vincent Sherman
- 1944 : Janie de Michael Curtiz
- 1944 : Révolte dans la vallée de Jean Negulesco
- 1945 : Joyeux Noël dans le Connecticut (Christmas in Connecticut) de Peter Godfrey
- 1945 : Hôtel Berlin (Hotel Berlin) de Peter Godfrey
- 1945 : Too Young to Know de Frederick de Cordova
- 1946 : Her Kind of Man de Frederick de Cordova
- 1946 : Janie Gets Married de Vincent Sherman
- 1947 : Gai, marions-nous (Always Together) de Frederick de Cordova
- 1947 : Le Loup des sept collines (Cry Wolf) de Peter Godfrey
- 1948 : The Woman in White de Peter Godfrey
- 1949 : Frankenstein contre l'homme invisible (Frankenstein 1970) d'Howard W. Koch
- 1949 : La Sirène des bas-fonds (Flaxy Martin) de Richard L. Bare
- 1949 : Vénus devant ses juges (The Girl from Jones Beach) de Peter Godfrey
- 1950 : Témoin de la dernière heure (Highway 301) d'Andrew L. Stone
- 1950 : Barricade de Peter Godfrey
- 1950 : Femmes en cage (Caged) de John Cromwell
- 1950 : Du sang sur le tapis vert (Backfire) de Vincent Sherman
- 1950 : Les flics ne pleurent pas (Undercover Girl) de Joseph Pevney
- 1951 : Storm Warning de Stuart Heisler
- 1951 : Un crime parfait (Hollywood Story) de William Castle
- 1951 : Iron Man de Joseph Pevney
- 1951 : Bedtime for Bonzo de Frederick de Cordova
- 1952 : Le Chanteur de jazz (The Jazz Singer) de Michael Curtiz
- 1952 : L'Heure de la vengeance (The Raiders) de Lesley Selander
- 1953 : Filles dans la nuit (Girls in the Night) de Jack Arnold
- 1953 : Désir de femme (All I Desire) de Douglas Sirk
- 1953 : Trois Marins et une fille (Three Sailors and a Girl) de Roy Del Ruth
- 1954 : Vengeance à l'aube (Dawn at Socorro) de George Sherman
- 1954 : Fille de plaisir (Playgirl) de Joseph Pevney
- 1954 : Le Pirate des mers du Sud (Long John Silver) de Byron Haskin
- 1954 : Les Bolides de l'enfer (Johnny Dark) de George Sherman
- 1955 : Madame de Coventry (Lady Godiva of Coventry) d'Arthur Lubin
- 1955 : El Tigre (Kiss of Fire) de Joseph M. Newman
- 1955 : Jail Busters de William Beaudine
- 1955 : Francis dans la marine (Francis in the Navy) d'Arthur Lubin
- 1957 : Le Vengeur (Shoot-Out at Medicine Bend) de Richard L. Bare
- 1957 : Fureur sur l'Oklahoma (The Oklahoman) de Francis D. Lyon
- 1957 : La Robe déchirée (The Tattered Dress) de Jack Arnold
- 1957 : Quantez de Harry Keller
- 1958 : Une femme marquée (Too Much, Too Soon) d'Art Napoleon
- 1958 : Fort Massacre (Fort Massacre) de Joseph M. Newman
- 1959 : Le Géant du Grand Nord (Yellowstone Kelly) de Gordon Douglas
- 1959 : La Nuit de tous les mystères (House on Haunting Hill) de William Castle
- 1959 : Le Roi des chevaux sauvages (King of the Wild Stallions) de R. G. Springsteen
- 1959 : Le Shérif aux mains rouges (The Gunfight at Dodge City) de Joseph M. Newman
- 1960 : Rewak le Rebelle (The Barbarian) de Rudolph Maté
- 1961 : King of the Roaring 20's: The Story of Arnold Rothstein de Joseph M. Newman
- 1961 : X-15 de Richard Donner
- 1961 : Everything's Ducky de Don Taylor
- 1961 : Le Dompteur de femmes (The George Raft Story) de Joseph M. Newman
- 1962 : Les Trois Sergents (Sergeants 3) de John Sturges
- 1964 : Pleins phares (The Lively Set) de Jack Arnold

### À la télévision
Séries, sauf mention contraire
- 1955-1956 : Cheyenne, Saison 1 (9 épisodes) et Saison 2 (1er épisode)
- 1957 : Maverick, Saison 1, épisode 4, Ghost Rider de Leslie H. Martinson
- 1959 : Au nom de la loi (Wanted : Dead or Alive), Saison 2, épisode 6 L'Otage (The Hostage) de Don McDougall, épisode 7 La Cellule vide (The Empty Cell) et épisode 9 Le Tyran (The Tyrant) de Don McDougall
- 1959 : Richard Diamond (Richard Diamond, Private Detective), Saison 4, épisode 2 Act of Grace de Don McDougall, épisode 3 The Bookie et épisode 5 The Runaway de Don McDougall
- 1960-1962 : L'Homme à la carabine (The Rifleman), Saison 3, épisode 11 The Promoter (1960) ; Saison 4, épisode 26 Jealous Man de Lawrence Dobkin
- 1964 : Ready for the People, téléfilm de Buzz Kulik
- 1964 : Daniel Boone, Saison 1, épisode 1 Ken-Tuck-E de George Marshall
- 1965-1966 : Voyage au fond des mers (Voyage to the Bottom of the Sea), Saison 1, épisode 22 Le Boucanier (The Buccaneer, 1965) de László Benedek, épisode 23 L'Ordinateur humain (The Human Computer, 1965) de James Goldstone, épisode 24 Le Saboteur (The Saboteur, 1965) de Felix E. Feist, et épisode 27 L'Exil (The Exile, 1965) de James Goldstone ; Saison 3, épisode 1 L'Envahisseur (Monster from the Inferno, 1966), épisode 2 Loup-garou (Werewolf, 1966) de Jus Addiss, épisode 4 Terreur à Morcora (Night of Terror, 1966) de Jus Addiss, et épisode 6 Le Pacte (Day of the Devil, 1966) de Jerry Hopper
- 1965-1966 : Honey West, Saison unique, 9 épisodes
- 1966-1967 : Le Frelon vert (The Green Hornet), Saison unique, 16 épisodes